# Locomotiva LNER Classe A3 No.4472 "Flying Scotsman"
La locomotiva LNER Classe A3 No.4472, nota con il nome di "Flying Scotsman", è una locomotiva a vapore di rodiggio Pacific costruita ai Doncaster Works di Doncaster per la London & North Eastern Railway, e progettata da Nigel Gresley. Veniva utilizzato per i treni lunghi sulla East Coast Main Line dalla LNER, e successivamente dalla British Railways, e nella relazione ferroviaria omonima, che gli dà il nome.

## Storia

### London & North Eastern Railway
Nel luglio 1922, la Great Northern Railway ordinò dieci locomotive Classe A1, da costruire ai Doncaster Works. Progettate da Sir Nigel Gresley, le A1 vennero costruite per trainare treni passeggeri o espressi. Nel 1923, con il Railways Act 1921 entrato in vigore, la GNR si amalgamò con altre ferrovie, fondando la London & North Eastern Railway. Nella LNER, le A1 diventarono una classe standard della ferrovia. La costruzione di Flying Scotsman costò 7 994 sterline, e fu la prima locomotiva inviata alla ferrovia. Entrò in servizio il 24 febbraio 1923, e portava il numero 1472 ordinato dalla GNR siccome la LNER non aveva ancora un ordine di numerazione. Nel 1924, la locomotiva ricevette il suo nome dalla relazione ferroviaria tra la Stazione di Londra King's Cross e la Stazione di Edimburgo Waverley, e gli venne assegnato il numero 4472.

Flying Scotsman nel 1924 che veniva preparato per la British Empire Exhibition

Flying Scotsman divenne la locomotiva di punta della LNER, rappresentò la compagnia alla British Empire Exhibition tenutasi nel distretto di Wembley Park nel 1924 e nel 1925 e veniva usata spesso nei materiali promozionali. Nel 1928, la Flying Scotsman diventò una relazione senza fermate intermedie e la locomotiva 4472 venne scelta per il servizio insieme ad altre delle locomotive Classe A1. Trainò il treno inaugurale il 1º maggio 1928, completando il viaggio di 631 km in 8 ore e 3 minuti.
Le corse senza fermate erano possibili grazie a un tender aggiornato che poteva avere una long ton di carbone in più rispetto ai tender normali, e aveva una passerella intercomunicante per permettere un cambio di macchinisti e fuochisti mentre il treno era in movimento. Flying Scotsman ebbe il tender aggiornato fino all'ottobre del 1936, quando venne riconvertito nel tender originale. Fino al suo ritiro dal servizio nel 1963, ebbe un normale tender aerodinamico.

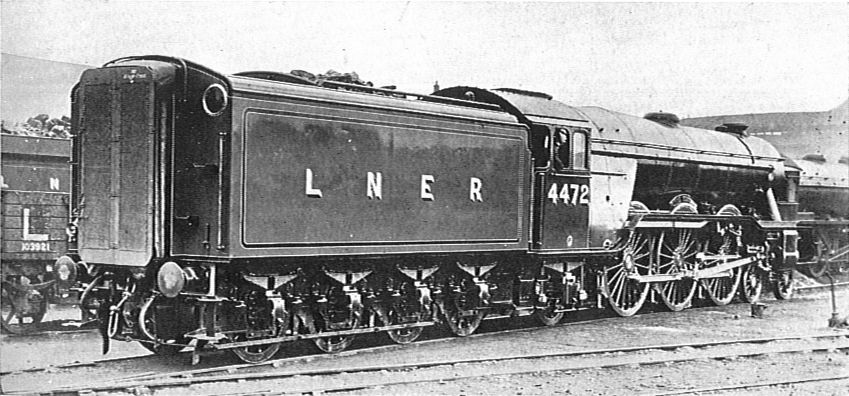
Flying Scotsman nel 1928, con il tender.

Il 30 novembre 1934, Flying Scotsman divenne la prima locomotiva a superare le 100 miglia orarie (161 km/h), mentre trainava un leggero treno di prova da Londra a Leeds, e la LNER ne fece molto parlare. Sebbene si dicesse che la locomotiva 3440 City of Truro della Great Western Railway avesse compiuto lo stesso record nel 1904, ma non è confermato.
Dopo l'introduzione delle locomotive LNER Classe A4 nel 1935 e il loro successo, Flying Scotsman iniziò a ricevere un minor numero di incarichi, ma continuò a lavorare sulla linea principale trainando treni passeggeri. Nel 1943, insieme a tutto il materiale rotabile britannico, venne pitturato di nero. Nel 1946, il successore di Gresley, Edward Thompson, cambiò numero due volte a Flying Scotsman, passando da 4472 a 502, ma dopo un emendamento venne rinumerato 103.
Nel 1928, Gresley iniziò a modificare tutte le locomotive Classe A1, trasformandole nella nuova Classe A3. Flying Scotsman, insieme ad altre locomotive A1, non venne modificato e vennero messi nella nuova Classe A10, nel 1945. Flying Scotsman emerse come A3 il 4 gennaio 1947, nella sua originale livrea verde mela. La sua vecchia caldaia da 180 psi venne sostituita da una nuova da 225 psi.

### British Railways

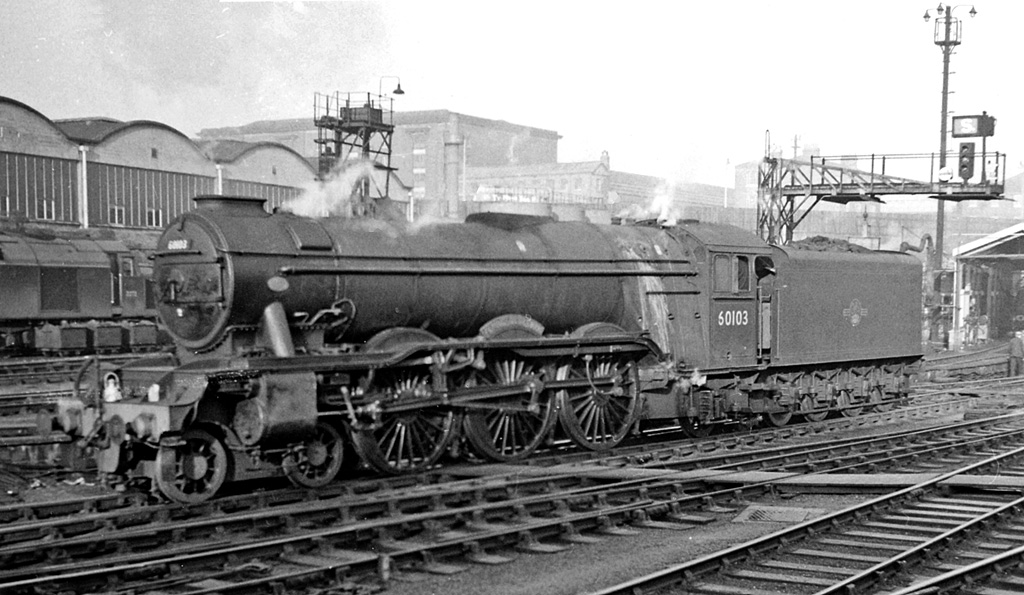
Flying Scotsman, ora numerato 60103, sotto la proprietà di BR nel dicembre 1960. Avrebbe acquisito i deflettori di fumo un anno dopo.

In seguito alla nazionalizzazione delle ferrovie britanniche con il Transport Act 1947, entrato in vigore il 1º gennaio 1948, Flying Scotsman venne rinumerato E103, e così rimase per diversi mesi, fino a quando non si decide di aggiunge 60000 al numero delle locomotive LNER, quindi a dicembre 1948 Flying Scotsman venne rinumerato 60103. Tra il 1949 e il 1952, la locomotiva aveva la livrea BR Express Blue, che poi gli venne cambiata con la livrea BR Brunswick Green. Il 4 giugno del 1950, Flying Scotsman, ora sotto il controllo delle British Railways, venne dislocato alla stazione di Leicester Central, a Leicester, trainando treni passeggeri da e a Londra Marylebone, Londra St Pancras, Sheffield e Manchester. La locomotiva 60103 tornò sulla East Coast Main Line nel 1953, per poi ritornare a King's Cross l'anno seguente. Nel dicembre del 1958, alla locomotiva vennero installati una doppia ciminiera Kylchap per migliorare le prestazioni, ma invece andava a deviare il vapore sulla cabina, diminuendo la visibilità del macchinista e del fuochista. La soluzione si rivelarono essere dei deflettori di vapore tedeschi, installati sulla locomotiva nella fine del 1961.
Diverse dicerie circolavano sul fatto che la BR volesse rottamare Flying Scotsman, e la Gresley A3 Preservation Society non riuscì a raccogliere le 3.000 sterline necessarie per acquistarlo. L'imprenditore e appassionato ferroviario Alan Pegler intervenne; avendo visto la locomotiva da bambino alla British Empire Exhibition e avendo ricevuto 70 000 sterline nel 1961 dalla sua quota azionaria nella Northern Rubber Company quando venne venduta alla Pegler's Valves, l'azienda del nonno di Pegler. Alan Pegler comprò la locomotiva Flying Scotsman per 3 500 sterline (circa 92 573 sterline odierne), con l'appoggio del primo ministro Harold Wilson. Il 14 gennaio 1963 fu l'ultimo giorno con Flying Scotsman in servizio. Flying Scotsman percorreva 2.08 milioni di miglia in tre settimane, e rimase in servizio per quasi quarant'anni.

## Preservazione

### Alan Pegler (1963–1972)

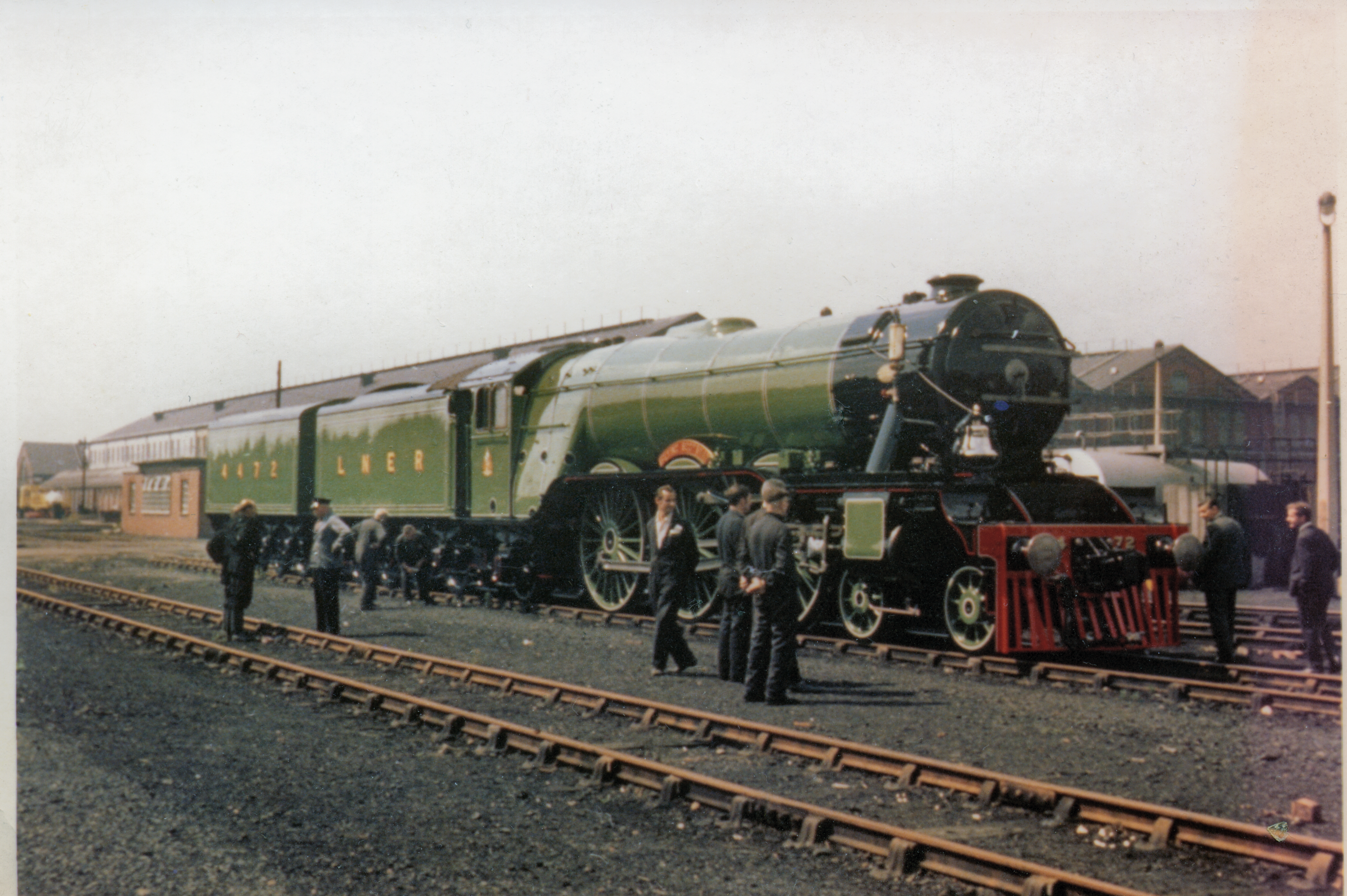
Flying Scotsman pronto per il tour negli Stati Uniti nel 1969

Pegler restaurò immediatamente la Flying Scotsman presso la Doncaster Works il più fedelmente possibile alle sue condizioni LNER: fu rinumerata 4472 e ridipinta nella livrea verde mela LNER; i deflettori del fumo furono rimossi; la doppia ciminiera sostituito da uno singolo; e il suo tender fu sostituito con uno di tipo a corridoio. Il contratto di Pegler con la British Railways gli permise di far funzionare Flying Scotsman sulla rete fino al 31 dicembre 1971; per un certo periodo, fu l'unica locomotiva a vapore in servizio sulla linea principale britannica. La sua prima corsa pubblica fu il 10 aprile 1963 con un viaggio di andata e ritorno da Londra Paddington a Ruabon, nel Galles, dove oltre 8.000 persone accorsero per vedere la locomotiva a Birmingham. L'anno successivo, Pegler tenne la locomotiva sul Forth Bridge per diversi giorni mentre veniva abbozzata per un ritratto di Terence Cuneo. Il 13 novembre 1965, Flying Scotsman dichiarò la corsa a vapore più veloce tra Paddington e Cardiff con un tempo di percorrenza di 2 ore e 17 minuti, e stabilì la corsa più veloce per il ritorno. Entro la fine del 1965, Flying Scotsman aveva recuperato le 3.000 sterline spese da Pegler per acquistarla.
Mentre le strutture di rifornimento idrico per le locomotive a vapore stavano scomparendo, nel settembre 1966 Pegler spese 1 000 sterline per un secondo tender che, per ulteriori 6 000 sterline, fu adattato come serbatoio d'acqua ausiliario e accoppiato dietro il primo tender. Con una capacità idrica totale di circa 11 000 galloni, questo garantì a Flying Scotsman un'autonomia operativa di oltre 200 miglia.
Furono acquistate anche le parti della caldaia e del cilindro della locomotiva gemella rottamata della Flying Scotsman, la 60041 Salmon Trout. Il 1° maggio 1968, la locomotiva completò una corsa senza fermate da Londra a Edimburgo, segnando il 40° anniversario del servizio inaugurale senza fermate della Flying Scotsman e l'anno in cui la trazione a vapore terminò ufficialmente sulle ferrovie britanniche. Un viaggio di ritorno senza fermate fu effettuato tre giorni dopo.
In seguito a una revisione della locomotiva nell'inverno 1968-69, il governo di Wilson accettò di sostenere Pegler nella gestione del Flying Scotsman negli Stati Uniti e in Canada, trainando un treno espositivo di 9 carrozze per promuovere le esportazioni britanniche. Per conformarsi alle normative ferroviarie locali, il treno era dotato di un cacciapietre, di una campana, di ganci buckeye, di un fischietto in stile americano, di freni ad aria compressa e di un faro ad alta intensità. La prima tratta iniziò nell'ottobre 1969 con una corsa da Boston ad Atlanta, passando per New York e Washington, e poi fino a Slaton, Texas, dove si fermò per l'inverno.
A causa delle numerose spese compiute da Pegler per il trasporto e la rilocazione della locomotiva, si ritrovò nel 1972 con un debito di 132 000 sterline; perciò, andò in bancarotta, e fece mantenere Flying Scotsman in un deposito militare della US Army a Lathrop, in California.

### William McAlpine (1973–1995)

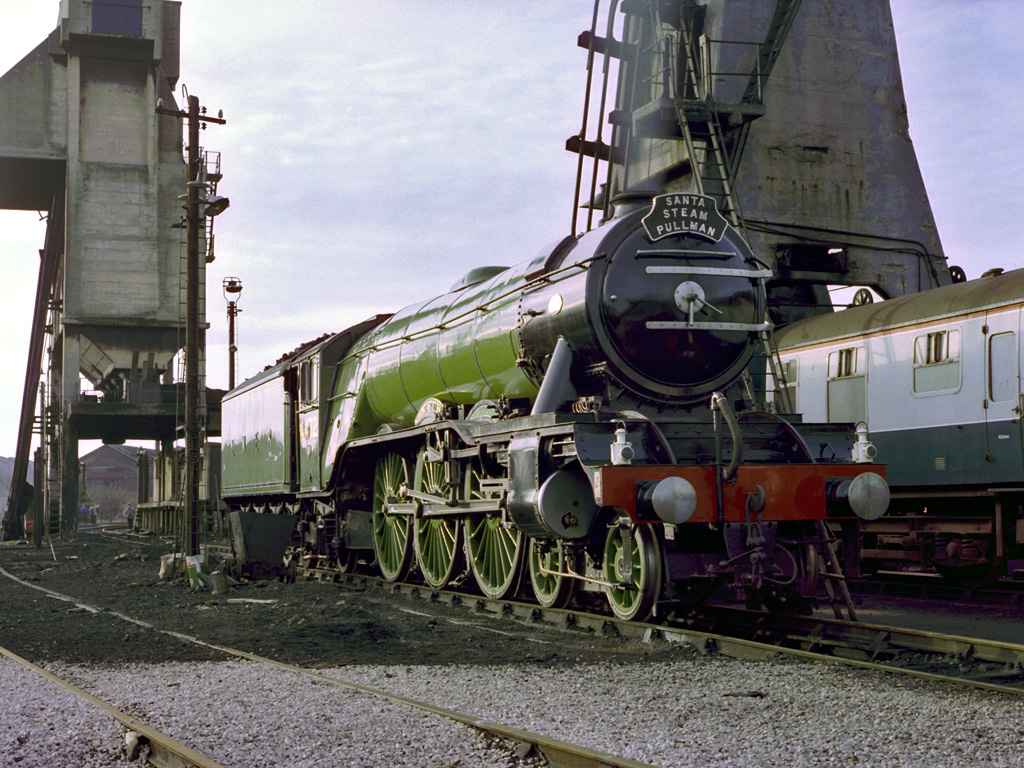
Flying Scotsman al Carnforth MPD nel 1982 con il singolo camino originale e senza i deflettori del fumo

Tra i timori per il futuro della locomotiva, l'orticoltore e appassionato di locomotive Alan Bloom chiese all'imprenditore William McAlpine di salvare la locomotiva. McAlpine accettò e nel giro di pochi giorni si occupò degli avvocati, pagò i debiti in sospeso con le ferrovie locali americane e canadesi e acquistò la locomotiva per 72 000 dollari (circa 25 000 sterline). La Flying Scotsman fu rispedita in Inghilterra attraverso il Canale di Panama, il che costò a McAlpine altri 35 000 dollari. All'arrivo a Liverpool nel febbraio del 1973, la locomotiva viaggiò fino a Derby con le proprie forze, con il percorso affollato di gente. McAlpine pagò il restauro presso le Derby Works e due successive revisioni nei 23 anni in cui la possedette e la gestì.
Dopo aver percorso la Paignton and Dartmouth Steam Railway nell'estate del 1973, fu trasferita al Carnforth MPD, a Carnforth, da dove continuò a viaggiare regolarmente. Nel dicembre 1977, la Flying Scotsman entrò nella Vickers Engineering Works di Barrow-in-Furness per riparazioni pesanti, inclusa l'installazione di una caldaia sostitutiva inutilizzata. Nel 1984, divenne la prima locomotiva a vapore conservata a trainare il Royal Train sulla linea principale britannica, portando la regina madre all'inaugurazione ufficiale del North Woolwich Old Station Museum.
Nell'ottobre del 1988, Flying Scotsman arrivò in Australia per le celebrazioni del bicentenario del paese, nell'ambito del festival Aus Steam '88. Flying Scotsman percorse oltre 45.000 chilometri durante la sua permanenza in Australia. Flying Scotsman arrivò a Sydney e si recò a Melbourne per l'Aus Steam '88. Dopo le celebrazioni, Flying Scotsman avrebbe continuato i tour nel Nuovo Galles del Sud, con un tour a Brisbane a seguire. La parte più lunga del tour fu il viaggio da Sydney a Perth via Alice Springs, come prima locomotiva a viaggiare sulla linea a scartamento normale di nuova costruzione per Alice Springs.

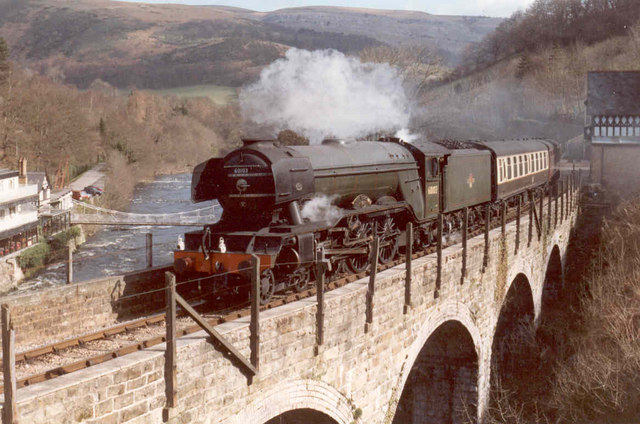
Flying Scotsman nel 1994, con la livrea e la numerazione delle British Railways, equipaggiato con doppia cimoniera e deflettori di fumo

Altri momenti salienti includevano una doppia corsa di Flying Scotsman con la locomotiva Pacific 3801 delle New South Wales Government Railways, una tripla corsa parallela con locomotive di Classe R delle Victorian Railways a scartamento largo e corse parallele con le locomotive 520 e 621 delle South Australian Railways. La sua visita a Perth vide un ricongiungimento con la GWR 4079 Pendennis Castle, che era stata esposta insieme a Flying Scotsman alla British Empire Exhibition del 1924.
Flying Scotsman stabilì il proprio record di trasporto trasportando un treno da 735 tonnellate sulla distanza di 790 chilometri tra Tarcoola e Alice Springs.
Al ritorno in Gran Bretagna, Flying Scotsman tornò alle sue precedenti condizioni presso le British Railways, con il numero cambiato in 60103, i deflettori di fumo e la doppia ciminiera rifatti, e la verniciatura nella livrea verde Brunswick. Si ritirò dalla linea principale nel 1992, in seguito alla scadenza del suo certificato di circolazione.
Nel 1993, McAlpine vendette Flying Scotsman all'appassionato ferroviario Pete Waterman. I due formarono le Flying Scotsman Railways, con Waterman che gestiva il lato commerciale dell'accordo. Sfortunatamente, nel 1995 Flying Scotsman deragliò sulla Llangollen Railway. La locomotiva era danneggiata, e venne ritirata dal servizio. Allora, la locomotiva venne inviata a Southall per le riparazioni.

### Tony Marchington (1996–2004)
Nel 1996, McAlpine e Waterman si trovarono in difficoltà finanziarie e, per estinguere uno scoperto di conto corrente, misero in vendita Flying Scotsman. Il 23 febbraio, l'imprenditore Tony Marchington, già noto nel movimento per la conservazione delle locomotive, acquistò la locomotiva, una serie di carrozze Pullman e il deposito di Southall per 1,5 milioni di sterline. Spese un ulteriore milione di sterline per la successiva revisione della locomotiva per riportarla alle condizioni di esercizio sulla linea principale, che durò tre anni e che, a quel punto, fu la più estesa della sua storia.

### National Railway Museum(2004-oggi)

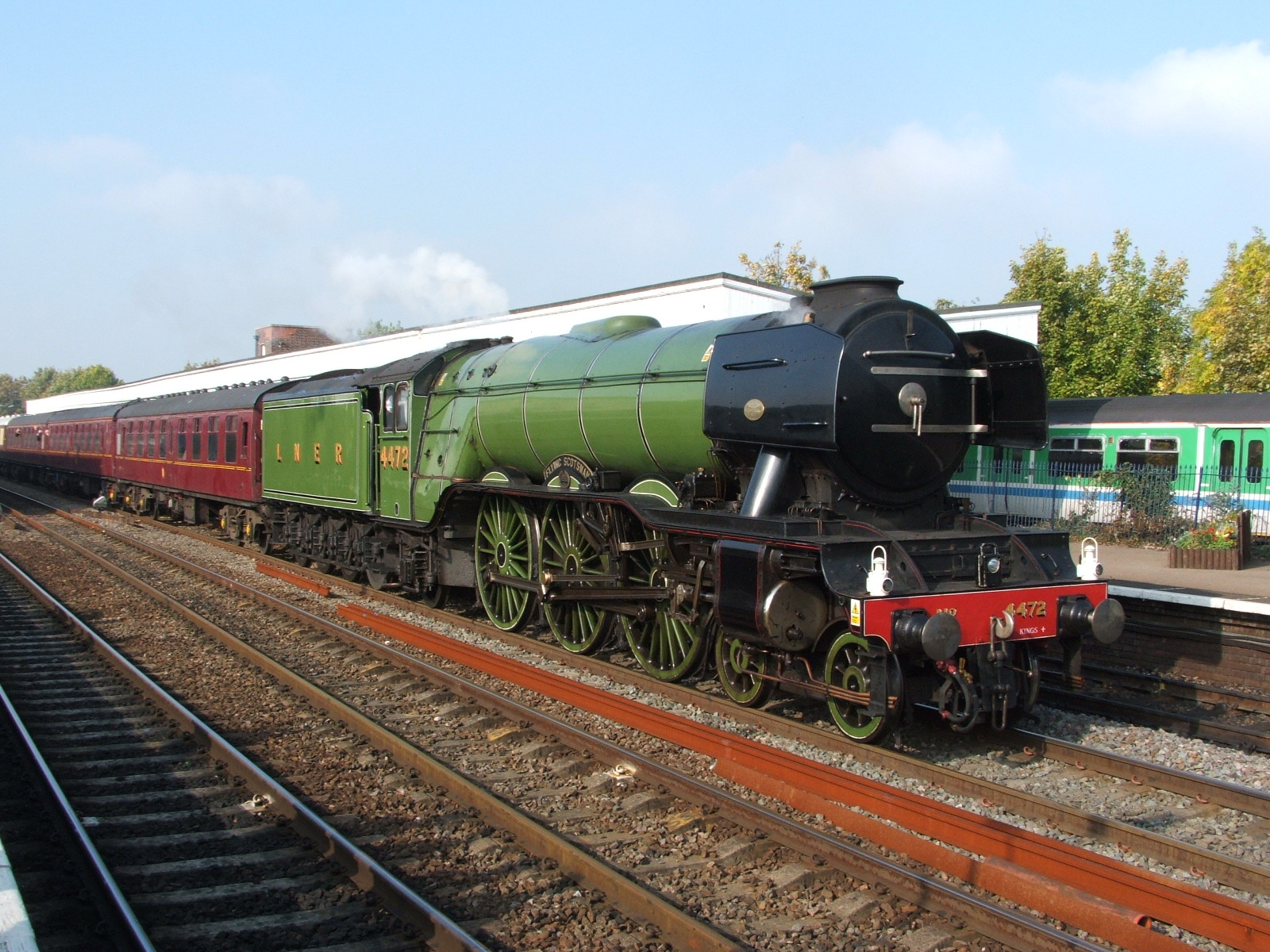
Flying Scotsman a Leamington Spa nell'ottobre 2005, poco prima del suo restauro decennale

Nel febbraio 2004, un'agenzia di debito che agiva per conto di Flying Scotsman plc annunciò che avrebbe indetto un'asta in busta chiusa per la locomotiva, che si sarebbe tenuta il 2 aprile. Nel timore che potesse essere venduta a degli stranieri, il National Railway Museum (NRM) di York annunciò che avrebbe presentato un'offerta e lanciò una raccolta fondi con la campagna "Save Our Scotsman". La locomotiva ottenne un'offerta vincente di 2,3 milioni di sterline, il 15% in più rispetto al secondo miglior offerente, e divenne di proprietà pubblica, entrando a far parte della collezione nazionale dell'NRM. La maggior parte del denaro proveniva da una sovvenzione di 1,8 milioni di sterline del National Heritage Memorial Fund, mentre il resto proveniva da 350 000 sterline raccolte da donazioni pubbliche, a cui si aggiunse l'imprenditore Richard Branson, e da 70.000 sterline raccolte dal quotidiano The Yorkshire Post.

## Nelle opere di finzione
Essendo Flying Scotsman una locomotiva famosa, è apparsa in diversi film, serie televisive e libri. Le sue apparizioni più famose nei media sono:
- nella serie letteraria del reverendo Awdry, The Railway Series[23], e nel suo adattamento televisivo, Il trenino Thomas, dove è il fratello di Gordon;
- nel film omonimo del 1929[24];
- nei videogiochi Microsoft Train Simulator[25], Train Sim World 4[26] e Forza Horizon 4, dove devi gareggiare contro la locomotiva.[27]

Inoltre, una delle monete da 5 sterline specialmente prodotte per i Giochi della XXX Olimpiade presentava un'incisione di Flying Scotsman sul retro.